# Jamie's 15-Minute Meals
Jamie's 15-Minute Meals is een Brits kookprogramma van Jamie Oliver dat oorspronkelijk op Channel 4 werd uitgezonden. In Nederland zond 24Kitchen het programma uit. In elke aflevering bereidde Oliver twee recepten die beide binnen 15 minuten klaar waren.
Er zijn in totaal 40 afleveringen gemaakt. De eerste aflevering werd in het Verenigd Koninkrijk op 22 oktober 2012 uitgezonden, de laatste op 14 december 2012.

## Lijst van afleveringen
| Aflevering | Titel                                                 | Oorspronkelijke uitzenddatum |
| --- | ----------------------------------------------------- | ---------------------------- |
| 1 | Chilli Con Carne Meatballs and Sticky Kicking Chicken | 22 oktober 2012              |
| Chili con carne-gehaktballetjes Kip met noedels en een salade van watermeloen en radijs                                                       |                                                       |                              |
| 2 | Fish Stew and Asian Beef                              | 23 oktober 2012              |
| Visstoofpot met saffraansaus en knoflookbrood Aziatisch rundvlees met een noedelsalade en gemberdressing                                      |                                                       |                              |
| 3 | Camembert Parcels and Golden Chicken                  | 24 oktober 2012              |
| Camembert-pakketjes met een herfstsalade en cranberry-dip Kipfilet met gesmoorde groenten en aardappelgratin                                  |                                                       |                              |
| 4 | Beef Stroganoff and Moroccan Mussels                  | 25 oktober 2012              |
| Bœuf Stroganoff met rijst, rode ui en augurken Marokkaanse mosselen met tapenadetosti's en een komkommersalade                                |                                                       |                              |
| 5 | Malaysia: Fish Baps and Mushroom Farfalle             | 26 oktober 2012              |
| Vis met erwten en tartaarsaus Paddestoelenfarfalle met blauwe kaas en een hazelnoot-appelsalade                                               |                                                       |                              |
| 6 | Lamb Lollipops and Prawn Linguini                     | 29 oktober 2012              |
| Lamsvlees-lolly's met currysaus, rijst en erwten Garnalenlinguine met een Siciliaanse venkelsalade                                            |                                                       |                              |
| 7 | Chicken Dim Sum and Crab Briks                        | 30 oktober 2012              |
| Kip dimsum met kokosbroodjes, augurken en hoisinsaus Krab met couscoussalade en salsa                                                         |                                                       |                              |
| 8 | Crispy Duck and Chicken Cacciatore                    | 31 oktober 2012              |
| Knapperige eend met hoisin-slapakketjes Kip cacciatore met spaghetti en tomatensaus                                                           |                                                       |                              |
| 9 | Moroccan Bream and British Burgers                    | 1 november 2012              |
| Marokkaanse brasem, couscoussalade, granaatappel en harissa Britse burgers met versnipperde sla, augurken en meer                             |                                                       |                              |
| 10 | Moroccan Jerk Pork and Poached Chicken                | 2 november 2012              |
| Geroosterd varkensvlees met gegrilde maïs en een knapperige tortillasalade Minestrone met gepocheerde kip en salsa verde                      |                                                       |                              |
| 11 | Swedish meatballs and pasta pesto                     | 5 november 2012              |
| Zweedse gehaktballetjes met knolselderij en spinazierijst Pestopasta met knoflook en kip met rozemarijn                                       |                                                       |                              |
| 12 | Green tea salmon and modern greek salad               | 6 november 2012              |
| Zalm met groene thee, kokosrijst en misogroenten Moderne Griekse salade met spinazie, kikkererwten en fetapakketjes                           |                                                       |                              |
| 13 | Grilled steak and blackened chicken                   | 7 november 2012              |
| Gegrilde steak met ratatouille en saffraanrijst Zwartgeblakerde kip met quinoa-salade                                                         |                                                       |                              |
| 14 | Porks steaks and killer kedgeree                      | 8 november 2012              |
| Schouderkarbonade met Hongaarse pepersaus en rijst Kedgeree (gerecht van rijst en vis) met bonen, groenten en chiliyoghurt                    |                                                       |                              |
| 15 | Rosemary chicken and happy cow burgers                | 9 november 2012              |
| Kip met rozemarijn, gegrilde polenta en tomatensaus met eekhoorntjesbrood Hamburgers met koolsalade en maïskolven                             |                                                       |                              |
| 16 | Sticky squid balls and grilled prawns                 | 12 november 2012             |
| Balletjes van inktvis, gegrilde garnalen en noedelsoep Fusilli met worst en tuinsalade                                                        |                                                       |                              |
| 17 | Greek chicken and smoked salmon                       | 13 november 2012             |
| Griekse kip met zoete pepers, couscous met erwten en tzatziki Gerookte zalm met Yorkshire pudding, bieten en asperges                         |                                                       |                              |
| 18 | Sizzling chops and asparagus lasagnetti               | 14 november 2012             |
| Geglazuurde karbonades met zoete tomaten en aspergelasagnetti Champignonsoep met Stilton, appel en walnootcroûtes                             |                                                       |                              |
| 19 | Asian tuna and coconut rice                           | 15 november 2012             |
| Aziatische tonijn met kokosnootrijst en groenten Ricottabeignets met tomatensaus en een courgettesalade                                       |                                                       |                              |
| 20 | Falafel wraps and spiced chicken lentils              | 16 november 2012             |
| Falafelwraps met gegrilde groenten en salsa Gekruide kip met bacon, asperges en spinazielinzen                                                |                                                       |                              |
| 21 | Grilled Tuna and Thai Chicken                         | 19 november 2012             |
| Gegrilde tonijn met salade niçoise Thaise kip laksa met noodlebouillon                                                                        |                                                       |                              |
| 22 | Lamb Tagine and Chicken Caesar Salad                  | 20 november 2012             |
| Tajine met lamsvlees, gebakken aubergine en komijnzaad Polenta met caesarsalade                                                               |                                                       |                              |
| 23 | Fettuccine and Black Bean Beef Burgers                | 21 november 2012             |
| Fettuccine, gerookte forel, asperges en erwten Zwarte bonen-hamburgers met noedels en augurksalade                                            |                                                       |                              |
| 24 | Pork Marsala and Thai noedels                         | 22 november 2012             |
| Marsala met varkensvlees, eekhoorntjesbroodrijst en lentegroenten Koh Samui-salade, met chilitofu en Thaise noedels                           |                                                       |                              |
| 25 | Crispy Pork and Grilled Mushroom Sub                  | 23 november 2012             |
| Knapperig varkensvlees met parmaham, courgettes met munt en bruine rijst Boordje met gegrilde paddestoelen, pancetta, gesmolten kaas en peren |                                                       |                              |
| 26 | Chicken Fajitas and King Prawns                       | 26 november 2012             |
| Kipfajitas met gegrilde pepers, salsa, rijst en bonen Garnalencocktail, gamba's en zongedroogd brood                                          |                                                       |                              |
| 27 | Sizzling Beef Steak and Mighty Mackerel               | 27 november 2012             |
| Biefstuk met hoisin-garnalen en noedels Makreel met tomaten en een quinoasalade                                                               |                                                       |                              |
| 28 | Steak, Liver and Bacon and Mexican Tomato Soup        | 28 november 2012             |
| Biefstuk met lever en bacon, stamppot en rode uien-jus Mexicaanse tomatensoep met chilinacho's                                                |                                                       |                              |
| 29 | Glazed Pork Fillet and Tapas Bruschetta               | 29 november 2012             |
| Geglazuurde varkensfilet met peperrijst en barbecuesaus Bruschetta met gegrilde sardientjes                                                   |                                                       |                              |
| 30 | Lamb Kofte and Keralan Veggie Curry                   | 30 november 2012             |
| Köfte met pitta en Griekse salade Vegetarische curry met papadums, rijst en muntyoghurt                                                       |                                                       |                              |
| 31 | White Fish Tagine and Spicy Cajun Chicken             | 3 december 2012              |
| Witte vis met wortel, munt en een clementinesalade Pittige kip met gestampte zoete aardappelen en een verse maïssalsa                         |                                                       |                              |
| 32 | Beef Kofta Curry and Spring Frittata                  | 4 december 2012              |
| Köftecurry met rijst, bonen en erwten Lentefrittata met tomaattoast en een salade van waterkers en erwten                                     |                                                       |                              |
| 33 | Chorizo and Squid, and Simple Spaghetti               | 5 december 2012              |
| Chorizo met inktvis met daarbij een Griekse couscoussalade Simpele spaghetti met tomaat, basilicum en een romige salade met wrongel.          |                                                       |                              |
| 34 | Lamb Meatballs and Chicken Salad                      | 6 december 2012              |
| Gehaktballetjes van lamsvlees met harissayoghurt en een salade Kipsalade                                                                      |                                                       |                              |
| 35 | Crab Bolognese and Mexican BLT                        | 7 december 2012              |
| Krab-bolognese met venkelsalade Mexicaanse BLT (sandwich van bacon, sla en tomaat) met chilipepers en guacamole                               |                                                       |                              |
| 36 | Cajun Steak and Chicken Tikka                         | 10 december 2012             |
| Cajunbiefstuk met gebakken bonen en boerenkool Kip tikka met naan en een salde van linzen en spinazie                                         |                                                       |                              |
| 37 | Noodle Broth and Veggie Chilli                        | 11 december 2012             |
| Bouillon met inktvis, garnalen, noedels en groenten Vegetarische chili met knapperige tortilla en een avocadosalade                           |                                                       |                              |
| 38 | Asian Fish and Ultimate Pork Tacos                    | 12 december 2012             |
| Aziatische vis met noedels en knapperige groenten Varkensvlees-taco's met pittige bonen en een avocadosalade                                  |                                                       |                              |
| 39 | Sausage Gnocchi and Mexican Chicken                   | 13 december 2012             |
| Gnocchi met worst en een boerenkool en bonen-salade Mexicaanse kip met molesaus, groenten en rijst                                            |                                                       |                              |
| 40 | Asian Sea Bass and Chorizo Carbonara                  | 14 december 2012             |
| Aziatische zeebaars met rijst en groenten Chorizocarbonara met een Catalaanse marktsalade                                                     |                                                       |                              |